# Burn (píseň, Deep Purple)
Burn je skladba britské hard rockové skupiny Deep Purple a titulní píseň stejnojmenného alba z roku 1974, ve Spojených státech vydaná také jako singl. Stala se jedním z klasických hitů třetí sestavy Deep Purple a řadí s k nejoblíbenějším skladbám skupiny vůbec.

## Historie
Deep Purple píseň nahráli v průběhu natáčení celého alba Burn, které probíhalo ve švýcarském Montreux, kde o rok dříve vznikla i úspěšná deska Machine Head. Oproti roku 1972 se změnilo složení kapely: na post zpěváka nastoupil téměř neznámý David Coverdale a na místo baskytaristy Glenn Hughes, který také zpíval. Zatímco nová deska byla charakteristická větším příklonem k blues, Burn představovala klasickou koncepci tvrdého hard rockového hitu typického pro předchozí sestavu skupiny.

## Kompozice
Skladbu otevírá rázný kytarový riff Ritchieho Blackmorea, jenž se stane jejím poznávacím znamením a jedním z nejoblíbenějších riffů Deep Purple vůbec. Blackmore se při něm inspiroval skladbou Fascinating Rhythm od bratří Gershwinů, populární ve dvacátých a třicátých letech 20. století v Americe.
Píseň je koncipována podobně jako dřívější hit Highway Star (má například skoro stejnou stopáž), neboť kapela ji zamýšlela jako novou zahajovací skladbu při živých vystoupeních. Nabízí jak kytarové, tak varhanní sólo, podle klávesisty Jona Lorda inspirované Bachem. Bubeník Ian Paice udával tempo razantním bicím partem, zejména ve slokách.
Změna naopak nastala v textu. Na přání Blackmorea vytvořil David Coverdale fantazijní sloky o tajemné ženě, která způsobuje zkázu ohněm. Napsal několik verzí, načež společně s kytaristou vybíral nejlepší části a z nich pak sestavil výsledný text. Jon Lord později tvrdil, že se mu text příliš nelíbil, obzvlášť se pozastavoval nad obratem „I didn't believe she was devil's sperm/Nevěřím, že byla ďáblovo sémě“ a prohlásil, že by jej nejraději vyškrtl. Podobně se vyjadřoval o textu skladby Stormbringer napsaném ve velmi podobném duchu.
K posunu oproti dřívějším zvyklostem došlo i při samotném zpěvu, kdy sloky nazpíval hlavní zpěvák David Coverdale, prechorus doplnil pronikavější hlas Glenna Hughese a refrén zpívali společně.
Na albu Burn začal být také uplatňován nový systém autorství připisovaného pouze skladatelům, kteří píseň skutečně napsali (za předchozí sestavy byly skladatelské zásluhy přiznávány všem pěti členům bez rozdílu), píseň Burn však vznikla skutečnou zásluhou všech členů.

## Singl
Burn byla v květnu 1974 vydána i na singlu, avšak pouze ve Spojených státech, v Británii se kapela rozhodla pro menší hit Might Just Take Your Life, která se stala prvním domácím singlem Deep Purple od Never Before z roku 1972. Singlová verze Burn byla kratší, její stopáž byla zkrácena o varhanní sólo.

## Ohlasy a přijetí
Píseň se okamžitě po vydání stala velkým hitem a plně tak dostála očekáváním, která od ní kapela měla a dodnes se řadí k nejoblíbenějším skladbám jak třetí sestavy Deep Purple, tak i Deep Purple jako celku. Eddie van Halen prohlásil, že kytarový riff z Burn patří k jeho vůbec nejoblíbenějším.

## Živá provedení
Skladba se okamžitě stala zahajovací písní nové sestavy s Coverdalem a Hughesem a vystřídala na této pozici již zmíněnou Highway Star, která se přesunula do přídavků. Burn pak zahajovala všechny koncerty až do prvního rozpadu kapely v roce 1976. Mezi neoceňovanější živá provedení patří verze z festivalu California Jam z jara 1974 a živého alba Made In Europe natočeného roku 1975.
Pro živá provedení byla typická úvodní „hluková stěna“, kterou spustila celá kapela, po ní následovalo uklidnění a teprve potom samotná píseň. Podobnou „stěnu“ používali Deep Purple už na začátku sedmdesátých let v písni Speed King (která tehdy koncerty zahajovala) a v roce 1975 ji vložili i do úvodní písně alba Come Taste The Band Comin‘ Home.
Po obnovení druhé sestavy Deep Purple v roce 1984 už kapela Burn živě nehrála, Ritchie Blackmore pouze začleňoval ústřední riff do svých improvizací. Píseň se na pódia vrátila pouze krátce na přelomu osmdesátých a devadesátých let, kdy byl zpěvákem Joe Lynn Turner.

## Sestava
- Ritchie Blackmore – kytara
- David Coverdale – zpěv
- Jon Lord – varhany, klavír
- Glenn Hughes – baskytara, zpěv
- Ian Paice – bicí